# Habitatge al carrer Major, 31 (el Pla de Santa Maria)
L'Habitatge al carrer Major, 31 és una obra del Pla de Santa Maria (Alt Camp) inclosa a l'Inventari del Patrimoni Arquitectònic de Catalunya.

## Descripció
És un edifici en cantonada amb el carrer Rubinat. L'estructura de la façana ha estat modificada en la seva part dreta. La planta baixa presenta dues portes d'accés. La de l'esquerra, més gran, té arc escarser, amb la data de 1907 a la llinda. En el primer pis hi ha 4 balcons dels 5 originals, amb obertures rectangulars resseguides per motllures decoratives acabades en un frontó triangular. En el 2n pis o golfes hi ha encara les 5 finestres originals rectangulars i resseguides d'una motllura simple. L'entaulament està format per una cornisa sostinguda per carteles i una barana correguda. L'edifici està arrebossat, i en la part original resten les delimitacions de carreus.

## Història
Les característiques arquitectòniques i decoratives de la casa responen als criteris constructius del segle xix, tot i que les modificacions evidents que ha sofert (alteracions en les obertures...), juntament amb la manca de documentació que hi faci referència, dificultin la precisió en la data de construcció.